# Emertonia spiniger
Emertonia spiniger is een eenoogkreeftjessoort uit de familie van de Paramesochridae. De wetenschappelijke naam van de soort is voor het eerst geldig gepubliceerd in 1975 door Wells, Kunz & Rao.